# Бен, Мод Ангелика
Мод Ангелика Бен (норв. Maud Angelica Behn; родилась 29 апреля 2003 года, Осло, Норвегия) — норвежская аристократка, писательница и художница, старшая дочь принцессы Марты Луизы и писателя Ари Бена.

## Биография
Мод Ангелика Бен родилась в 2003 году в Осло в семье писателя Ари Бена и принцессы Марты Луизы и стала старшей внучкой короля Норвегии Харальда V. На момент рождения она занимала в списке наследников норвежского престола третье место (после дяди и матери), затем опустилась на пятую позицию, так как её оттеснили двоюродная сестра Ингрид Александра и двоюродный брат Сверре Магнус. Мод Ангелика не носит никаких титулов, как и её младшие сёстры — Леа Айседора (родилась в 2005) и Эмма Таллула (родилась в 2008). При этом неофициально её всё же именуют принцессой.
Семья Бенов жила в Лондоне, в Нью-Йорке, позже перебралась в один из пригородов Осло. В 2017 году Бены развелись. В декабре 2019 года Ари Бен покончил с собой и был похоронен в кафедральном соборе Осло. На его похоронах 16-летняя Мод Ангелика произнесла речь, которую на страницах Aftenposten охарактеризовали как очень мощное выступление. За свои публичные размышления о психических заболеваниях и самоубийствах Мод Ангелика была удостоена премии в области клинической психиатрии за 2020 год. В октябре 2021 года она опубликовала книгу «Нити слёз», свой дебют в качестве писательницы и иллюстратора. Сразу после выхода книга заняла первое место в списке бестселлеров Норвежской ассоциации книготорговцев.
Позже Мод Ангелика занялась живописью. В 2023 году она открыла первую персональную выставку.